# 成安公主 (隋朝)
成安公主（？—？），弘农郡华阴县（今陕西省华阴市）人，追尊隋武元帝杨忠长女，隋文帝杨坚大姐。
成安公主嫁给了窦荣定。隋朝建立后，窦荣定之后因为被定罪除去名籍，成安公主说：“天子的姐姐做了种田汉的妻子！”隋文帝不得已，很快任命窦荣定为右武候大将军。成安公主的儿子窦抗出任梁州刺史时，隋文帝前往窦家私人住宅，命令窦抗和成安公主纵情饮宴，如同平民百姓的礼节，隋文帝给予了很多赏赐。文帝年间，成安公主去世，其子窦抗哭得死去活来很多次，隋文帝派宫人到他家中劝他节制悲哀哭泣。